# WAY-629
WAY-629 je 5-HT2C agonist za koji je putem eksperimenata na pacovima utvrđeno da umanjuje apetitit. On je korišten kao početna tačka za razvoj potentnih i selektivnih 5-HT2C agonista za tretman gojaznosti.